# قائمة محطات السكك الحديدية في مصر

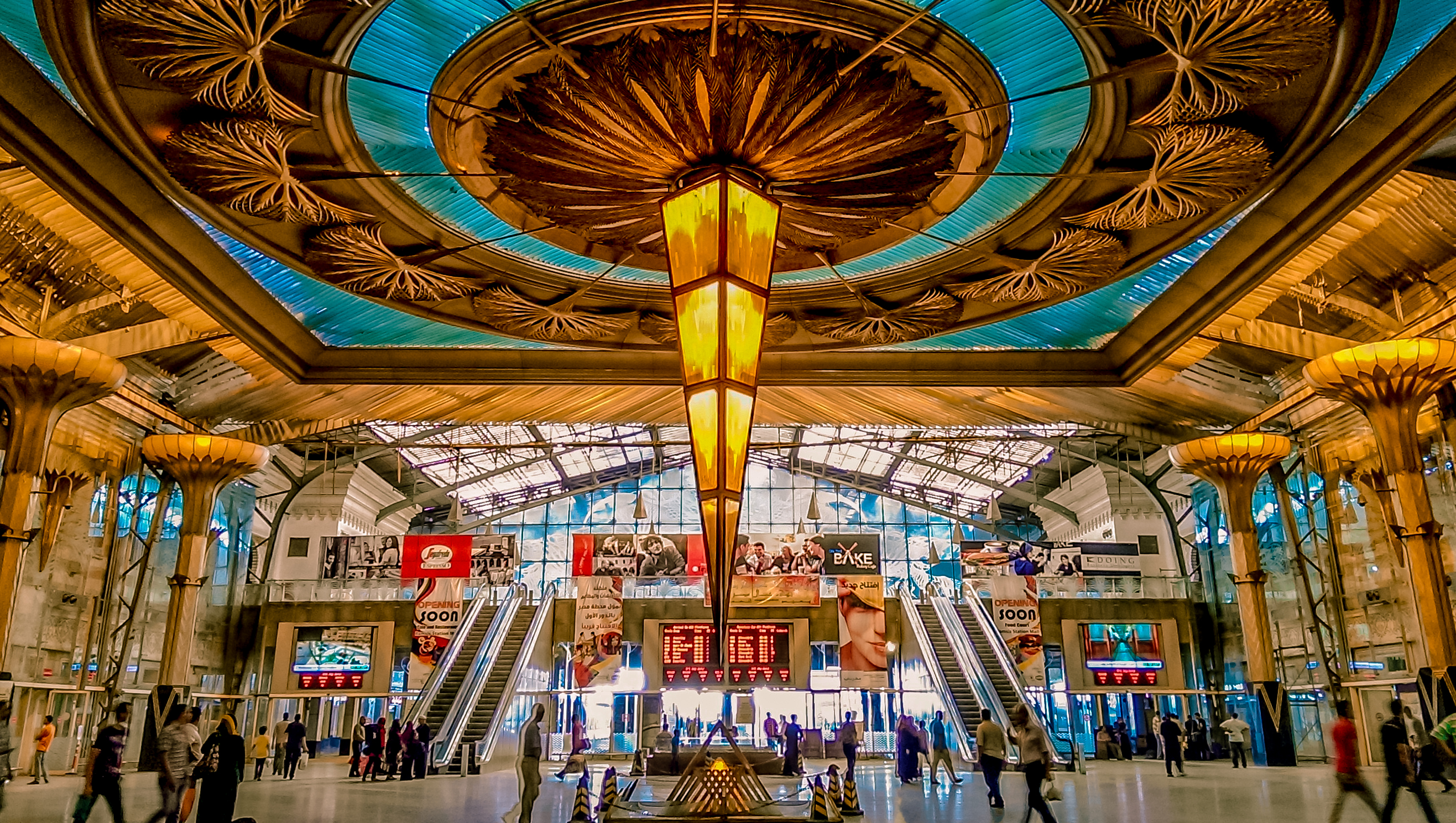
محطة قطار رمسيس بالقاهرة، المحطة المركزي بالمدينة

فيما يلي قائمة محطات السكة الحديد بمصر. يبلغ طول الشبكة الحديدية حوالي 9570 كم، منها 20 كيلومتر خط رباعي و1466 كيلومتر خط مزدوج و3667 كيلومتر خط فردي. على طول هذه الشبكة توجد 705 محطة، مقمسة إلى 22 محطة رئيسية و59 محطة مركزية و60 محطة متوسطة و564 محطة صغيرة.

## الركاب
| اسم المحطة                   | الخطوط |
| ---------------------------- | --- |
| 10 رمضان                     | الإسماعيلية - السويس |
| 23 يوليو                     | محطة كوبري الليمون (القاهرة) - المرج |
| الكيلو 368                   | الخارجة - الأقصر الخارجة - واحة باريس |
| عامر                         | الإسماعيلية - السويس |
| الأبعدية                     | الإسكندرية - رشيد |
| أبا الوقف                    | محطة رمسيس - المنيا |
| أباظة                        | محطة كوبري الليمون (القاهرة) - الصالحية الصالحية - الزقازيق |
| عبد القادر                   | الإسكندرية - مرسى مطروح |
| أبيس                         | الإسكندرية - دمنهور |
| أبنود                        | الأقصر - نجع حمادي |
| أبشان                        | الإسكندرية - بيلا بيلا - دمنهور محطة رمسيس - شربين شربين - طنطا |
| أبو الخاوي                   | الإسكندرية - محطة رمسيس |
| أبو النمرس                   | محطة رمسيس - المنيا |
| أبو الريش قبلي               | أسوان - الأقصر |
| أبو الشقوق                   | محطة كوبري الليمون (القاهرة) - المنصورة محطة رمسيس - المنصورة |
| أبو جريش                     | بنها - الإسماعيلية |
| أبو غالب                     | الإسكندرية - محطة رمسيس |
| أبو غنيمة                    | البصيلي - القصابي |
| أبو حلب                      | الإسماعيلية - السويس |
| أبو حماد                     | الإسكندرية - بورسعيد بنها - الإسماعيلية محطة رمسيس - الإسماعيلية محطة رمسيس - بورسعيد محطة رمسيس - السويس |
| أبو حمص                      | الإسكندرية - بيلا الإسكندرية - محطة رمسيس الإسكندرية - دمنهور الإسكندرية - الخطاطبة الإسكندرية - المنصورة الإسكندرية - بورسعيد الإسكندرية - شربين |
| أبو كبير                     | أبو كبير - السماعنة محطة كوبري الليمون (القاهرة) - المنصورة محطة كوبري الليمون (القاهرة) - الصالحية محطة رمسيس - المنصورة الصالحية - الزقازيق |
| أبو مشهور                    | محطة رمسيس - طنطا |
| أبو قير                      | أبو قير - الإسكندرية |
| أبو قرقاص                    | أسيوط - الجيزة أسيوط - المنيا محطة رمسيس - السد العالي المنيا - سوهاج |
| العبور                       | العبور - محطة عدلي منصور محطة عدلي منصور - السويس |
| أبو شوشة                     | نجع حمادي - سوهاج |
| أبو سلطان                    | الإسماعيلية - السويس |
| أبو صوير المحطة              | الإسكندرية - بورسعيد بنها - الإسماعيلية محطة رمسيس - الإسماعيلية محطة رمسيس - بورسعيد محطة رمسيس - السويس |
| أبو تيج                      | الإسكندرية - السد العالي الإسكندرية - الأقصر أسيوط - سوهاج محطة رمسيس - السد العالي الأقصر - بورسعيد المنيا - سوهاج |
| أبو تشت                      | الإسكندرية - السد العالي محطة رمسيس - السد العالي نجع حمادي - سوهاج |
| أبو ياسين                    | محطة كوبري الليمون (القاهرة) - المنصورة محطة رمسيس - المنصورة الصالحية - الزقازيق |
| أبو زعبل                     | محطة كوبري الليمون (القاهرة) - المرج |
| أبيوها                       | أسيوط - المنيا |
| العديسات                     | أسوان - الأقصر |
| الأحايوة غرب                 | نجع حمادي - سوهاج |
| عين غضين                     | الإسماعيلية - السويس |
| الأخماس                      | الإسكندرية - محطة رمسيس |
| أكياد البحرية                | محطة كوبري الليمون (القاهرة) - الصالحية الصالحية - الزقازيق |
| الإسكندرية                   | أبو قير - الإسكندرية الإسكندرية - بيلا الإسكندرية - القاهرة الإسكندرية - محطة رمسيس الإسكندرية - دمنهور الإسكندرية - دمياط الإسكندرية - السد العالي الإسكندرية - الخطاطبة الإسكندرية - الأقصر الإسكندرية - المنصورة الإسكندرية - مرسى مطروح الإسكندرية - بورسعيد الإسكندرية - رشيد الإسكندرية - شربين |
| العليقات                     | محطة كوبري الليمون (القاهرة) - المرج |
| ديار بكر                     | الإسكندرية - مرسى مطروح |
| العامرية                     | الإسكندرية - مرسى مطروح |
| عمروس                        | القاهرة - كفر الزيات |
| عرب الرمال                   | محطة رمسيس - طنطا |
| عراد                         | مرسى مطروح - السلوم |
| أرمنت                        | الإسكندرية - السد العالي أسوان - الأقصر محطة رمسيس - السد العالي |
| العصافرة                     | أبو قير - الإسكندرية الإسكندرية - رشيد |
| العصافرة                     | المنصورة - المطرية |
| إشكر                         | أبو كبير - السماعنة |
| شما                          | القاهرة - كفر الزيات |
| أشمنت                        | محطة رمسيس - المنيا |
| أشمون                        | الإسكندرية - القاهرة القاهرة - كفر الزيات القاهرة - طنطا |
| أشمون الرمان                 | المنصورة - المطرية |
| الأشراف                      | الأقصر - نجع حمادي |
| الأشراف قبلي                 | الأقصر - نجع حمادي |
| العسيرات                     | الإسكندرية - السد العالي محطة رمسيس - السد العالي نجع حمادي - سوهاج |
| أسوان                        | الإسكندرية - السد العالي أسوان - السد العالي أسوان - الأقصر محطة رمسيس - السد العالي |
| أسيوط                        | الإسكندرية - السد العالي الإسكندرية - الأقصر أسيوط - الجيزة أسيوط - المنيا أسيوط - سوهاج محطة رمسيس - السد العالي الأقصر - بورسعيد المنيا - سوهاج |
| اتلديم                       | أسيوط - المنيا |
| اطنوح                        | الإسكندرية - مرسى مطروح |
| اطواب                        | محطة رمسيس - المنيا |
| العطواني                     | أسوان - الأقصر |
| أولاد عمرو                   | الأقصر - نجع حمادي |
| أولاد إلياس                  | أسيوط - سوهاج |
| أولاد سيف                    | محطة كوبري الليمون (القاهرة) - المنصورة محطة رمسيس - المنصورة |
| أوسيم                        | الإسكندرية - محطة رمسيس |
| العزيزية                     | بنها - الإسماعيلية محطة رمسيس - دمياط محطة رمسيس - الإسماعيلية |
| البعالوة                     | بنها - الإسماعيلية |
| ببا                          | أسيوط - الجيزة محطة رمسيس - السد العالي محطة رمسيس - المنيا |
| بدوي                         | محطة كوبري الليمون (القاهرة) - المنصورة محطة رمسيس - المنصورة |
| البدرشين                     | 6 أكتوبر - محطة رمسيس أسيوط - الجيزة محطة رمسيس - السد العالي محطة رمسيس - المنيا الفيوم - الجيزة |
| بغداد                        | الخارجة - واحة باريس |
| الباجور                      | بنها - منوف |
| بهيج                         | الإسكندرية - مرسى مطروح |
| بهبيت                        | محطة رمسيس - المنيا |
| بهوت                         | طنطا - شربين |
| البكاتوش                     | بيلا - دمنهور دمنهور - كفر الشيخ دمنهور - طنطا |
| بلانة                        | الإسكندرية - السد العالي أسوان - الأقصر محطة رمسيس - السد العالي |
| البليدة                      | محطة رمسيس - المنيا |
| بلكيم                        | ميت غمر - محلة روح المحلة الكبرى - السنطة محلة روح - طنطا |
| بالوظة                       | بئر العبد - الإسماعيلية |
| بنجا                         | أسيوط - سوهاج |
| الباقور                      | أسيوط - سوهاج |
| البريجات                     | الإسكندرية - محطة رمسيس |
| برقين                        | محطة كوبري الليمون (القاهرة) - المنصورة محطة رمسيس - المنصورة |
| برنشت                        | محطة رمسيس - المنيا |
| برطس                         | الإسكندرية - محطة رمسيس |
| بساتين كفر البطيخ            | دمياط - طنطا |
| بشتامي                       | القاهرة - كفر الزيات |
| محطة قطارات بشتيل            | الإسكندرية - محطة رمسيس |
| بشتيل البلد                  | الإسكندرية - محطة رمسيس |
| البصيلي                      | الإسكندرية - رشيد البصيلي - دمنهور البصيلي - القصابي |
| البتانون                     | الإسكندرية - القاهرة القاهرة - طنطا |
| بيلا                         | الإسكندرية - بيلا الإسكندرية - شربين بيلا - دمنهور محطة رمسيس - شربين شربين - طنطا |
| البلاح                       | الإسماعيلية - بورسعيد |
| بنها                         | الإسكندرية - محطة رمسيس الإسكندرية - السد العالي الإسكندرية - الأقصر بنها - الإسماعيلية بنها - منوف محطة رمسيس - دمياط محطة رمسيس - الإسماعيلية محطة رمسيس - كفر الشيخ محطة رمسيس - المنصورة محطة رمسيس - مرسى مطروح محطة رمسيس - ميت غمر محطة رمسيس - بورسعيد محطة رمسيس - السويس محطة رمسيس - طنطا الأقصر - بورسعيد                                                                                    |
| بني أحمد                     | أسيوط - المنيا |
| بني حدير                     | محطة رمسيس - المنيا |
| بني حميل                     | نجع حمادي - سوهاج |
| بني حسين                     | أسيوط - المنيا |
| بني مزار                     | الإسكندرية - الأقصر أسيوط - الجيزة محطة رمسيس - السد العالي محطة رمسيس - المنيا |
| بني قرة                      | أسيوط - المنيا المنيا - سوهاج |
| بني سلامة                    | الإسكندرية - محطة رمسيس |
| بني شقير                     | أسيوط - المنيا |
| بني سويف                     | الإسكندرية - السد العالي الإسكندرية - الأقصر أسيوط - الجيزة محطة رمسيس - السد العالي محطة رمسيس - المنيا الأقصر - بورسعيد |
| بلبيس                        | محطة كوبري الليمون (القاهرة) - المنصورة محطة كوبري الليمون (القاهرة) - الصالحية محطة رمسيس - المنصورة |
| بلقاس                        | الإسكندرية - شربين محطة رمسيس - شربين شربين - طنطا |
| بلصفورة                      | نجع حمادي - سوهاج |
| البندار                      | نجع حمادي - سوهاج |
| بير عمارة                    | محطة كوبري الليمون (القاهرة) - المنصورة محطة رمسيس - المنصورة |
| برديس                        | نجع حمادي - سوهاج |
| بردين                        | محطة كوبري الليمون (القاهرة) - المنصورة محطة كوبري الليمون (القاهرة) - الصالحية محطة رمسيس - المنصورة |
| بئر العبد                    | بئر العبد - الإسماعيلية |
| بركة السبع                   | الإسكندرية - محطة رمسيس محطة رمسيس - دمياط محطة رمسيس - كفر الشيخ محطة رمسيس - المنصورة محطة رمسيس - طنطا |
| برقاش                        | الإسكندرية - محطة رمسيس |
| بسنديلة                      | الإسكندرية - شربين محطة رمسيس - شربين شربين - طنطا |
| بطرة                         | دمياط - طنطا |
| بقسا                         | محطة رمسيس - ميت غمر |
| بحيرة إدكو                   | الإسكندرية - رشيد |
| بولاق                        | الخارجة - واحة باريس |
| البلينا                      | الإسكندرية - السد العالي محطة رمسيس - السد العالي نجع حمادي - سوهاج |
| برج العرب                    | الإسكندرية - مرسى مطروح محطة رمسيس - مرسى مطروح |
| برج رشيد                     | الإسكندرية - رشيد |
| محطة عدلي منصور              | العبور - محطة عدلي منصور محطة عدلي منصور - السويس |
| القاهرة                      | الإسكندرية - القاهرة القاهرة - كفر الزيات القاهرة - القناطر الخيرية القاهرة - طنطا |
| محطة كوبري الليمون (القاهرة) | محطة كوبري الليمون (القاهرة) - المرج محطة كوبري الليمون (القاهرة) - المنصورة محطة كوبري الليمون (القاهرة) - الصالحية |
| محطة رمسيس                   | 6 أكتوبر - محطة رمسيس الإسكندرية - محطة رمسيس الإسكندرية - السد العالي الإسكندرية - الأقصر محطة رمسيس - دمياط محطة رمسيس - السد العالي محطة رمسيس - الإسماعيلية محطة رمسيس - كفر الشيخ محطة رمسيس - المنصورة محطة رمسيس - مرسى مطروح محطة رمسيس - المنيا محطة رمسيس - ميت غمر محطة رمسيس - بورسعيد محطة رمسيس - شربين محطة رمسيس - السويس محطة رمسيس - طنطا الأقصر - بورسعيد                             |
| دمنهور                       | الإسكندرية - بيلا الإسكندرية - القاهرة الإسكندرية - محطة رمسيس الإسكندرية - دمنهور الإسكندرية - دمياط الإسكندرية - السد العالي الإسكندرية - الخطاطبة الإسكندرية - الأقصر الإسكندرية - المنصورة الإسكندرية - بورسعيد الإسكندرية - شربين البصيلي - دمنهور بيلا - دمنهور محطة رمسيس - مرسى مطروح دمنهور - كفر الشيخ دمنهور - طنطا                                                                           |
| دمياط                        | الإسكندرية - دمياط محطة رمسيس - دمياط دمياط - طنطا |
| الدنابيق                     | المنصورة - المطرية |
| دناصور                       | القاهرة - كفر الزيات |
| دقميرة                       | بيلا - دمنهور شربين - طنطا |
| دراو                         | الإسكندرية - السد العالي أسوان - الأقصر محطة رمسيس - السد العالي |
| درب الحاج                    | محطة عدلي منصور - السويس |
| دار السلام                   | المنصورة - المطرية |
| دروة                         | القاهرة - كفر الزيات القاهرة - طنطا |
| عزبة الدوايدة                | البصيلي - القصابي |
| دفرة                         | محطة رمسيس - طنطا |
| دير مواس                     | أسيوط - الجيزة أسيوط - المنيا محطة رمسيس - السد العالي الأقصر - بورسعيد المنيا - سوهاج |
| ديروط                        | الإسكندرية - الأقصر أسيوط - الجيزة أسيوط - المنيا محطة رمسيس - السد العالي الأقصر - بورسعيد المنيا - سوهاج |
| دسوق                         | الإسكندرية - بيلا الإسكندرية - شربين البصيلي - دمنهور بيلا - دمنهور دمنهور - كفر الشيخ دمنهور - طنطا |
| دكرنس                        | المنصورة - المطرية |
| دملو                         | محطة رمسيس - ميت غمر |
| دشنا                         | الإسكندرية - السد العالي محطة رمسيس - السد العالي الأقصر - نجع حمادي |
| دنشال                        | دمنهور - طنطا |
| دنشواي                       | القاهرة - كفر الزيات |
| طاموس                        | الإسكندرية - دمنهور |
| ديسط                         | دمياط - طنطا |
| الضبعة                       | الإسكندرية - مرسى مطروح محطة رمسيس - مرسى مطروح |
| الضبعية                      | الإسماعيلية - السويس |
| الدومارية                    | أسوان - الأقصر |
| دنديط                        | طنطا - الزقازيق |
| إدفو                         | الإسكندرية - السد العالي أسوان - الأقصر محطة رمسيس - السد العالي |
| إدكو                         | الإسكندرية - رشيد |
| كينج مريوط                   | الإسكندرية - مرسى مطروح |
| الأعقاب                      | أسوان - الأقصر |
| الأعقاب قبلي                 | أسوان - الأقصر |
| العداوية                     | محطة كوبري الليمون (القاهرة) - المنصورة محطة رمسيس - المنصورة الصالحية - الزقازيق |
| العدوة                       | الفيوم - الجيزة |
| العلمين                      | الإسكندرية - مرسى مطروح محطة رمسيس - مرسى مطروح |
| العصلوجي                     | محطة كوبري الليمون (القاهرة) - المنصورة محطة رمسيس - المنصورة |
| العياط                       | أسيوط - الجيزة محطة رمسيس - السد العالي محطة رمسيس - المنيا الفيوم - الجيزة |
| العيايشة                     | الأقصر - نجع حمادي |
| جامعة الأزهر                 | أسيوط - المنيا المنيا - سوهاج |
| البغدادي                     | أسوان - الأقصر |
| البقلية                      | محطة كوبري الليمون (القاهرة) - المنصورة محطة رمسيس - المنصورة |
| البراهمة                     | الأقصر - نجع حمادي |
| البيروم                      | أبو كبير - السماعنة محطة كوبري الليمون (القاهرة) - الصالحية الصالحية - الزقازيق |
| البوها                       | محطة كوبري الليمون (القاهرة) - المنصورة محطة رمسيس - المنصورة |
| الدلجمون                     | القاهرة - كفر الزيات |
| الدير                        | أسوان - الأقصر |
| العيساوية                    | نجع حمادي - سوهاج |
| الفنت                        | محطة رمسيس - المنيا |
| الفشن                        | الإسكندرية - الأقصر أسيوط - الجيزة محطة رمسيس - السد العالي محطة رمسيس - المنيا |
| الفدادنة                     | أبو كبير - السماعنة محطة كوبري الليمون (القاهرة) - الصالحية الصالحية - الزقازيق |
| الجرف                        | أسيوط - المنيا |
| الغابة                       | أبو كبير - السماعنة محطة كوبري الليمون (القاهرة) - الصالحية الصالحية - الزقازيق |
| العزازي                      | محطة كوبري الليمون (القاهرة) - الصالحية الصالحية - الزقازيق |
| الحاج خليل                   | دمياط - طنطا |
| العراقية                     | القاهرة - كفر الزيات |
| الجعافرة                     | أسوان - الأقصر |
| الكاب                        | الإسماعيلية - بورسعيد |
| الكراتية                     | الأقصر - نجع حمادي |
| الخوي الجديدة                | أسوان - الأقصر |
| الكردي                       | المنصورة - المطرية |
| المحسمة القديمة              | بنها - الإسماعيلية |
| المرج                        | محطة كوبري الليمون (القاهرة) - المرج |
| المودة                       | محطة رمسيس - المنيا |
| المحاميد                     | أسوان - الأقصر محطة رمسيس - السد العالي |
| المنشأة                      | الإسكندرية - السد العالي محطة رمسيس - السد العالي نجع حمادي - سوهاج |
| المطاعنة                     | أسوان - الأقصر |
| الناصرية                     | الفيوم - الجيزة |
| القوصية                      | أسيوط - الجيزة أسيوط - المنيا محطة رمسيس - السد العالي الأقصر - بورسعيد المنيا - سوهاج |
| الرجدية                      | دمنهور - طنطا دمياط - طنطا شربين - طنطا |
| الراهبين                     | دمياط - طنطا |
| الرتاج                       | أسوان - الأقصر |
| الرياض                       | المنصورة - المطرية |
| الرمادي                      | أسوان - الأقصر |
| الروس                        | الفيوم - الجيزة |
| السعادنة                     | دمياط - طنطا |
| السعادوة                     | دمياط - طنطا |
| الصبرية                      | دمياط - طنطا |
| الصداقة                      | أسوان - السد العالي |
| السمطا قبلي                  | الأقصر - نجع حمادي |
| السنبلاوين                   | محطة كوبري الليمون (القاهرة) - المنصورة محطة رمسيس - المنصورة |
| السراج                       | أسوان - الأقصر |
| الصوة                        | بنها - الإسماعيلية |
| السوالم                      | دمياط - طنطا |
| الطويلة                      | دمياط - طنطا |
| التينة                       | الإسماعيلية - بورسعيد |
| الطود                        | أسوان - الأقصر |
| الورش                        | الفيوم - الجيزة |
| الواصفية                     | بنها - الإسماعيلية |
| الوحدة                       | أسوان - الأقصر |
| الزهوين                      | محطة كوبري الليمون (القاهرة) - المرج محطة كوبري الليمون (القاهرة) - المنصورة محطة رمسيس - المنصورة |
| الزريقي                      | محطة كوبري الليمون (القاهرة) - المنصورة محطة رمسيس - المنصورة |
| الزاوية الحمراء              | محطة كوبري الليمون (القاهرة) - المرج محطة كوبري الليمون (القاهرة) - المنصورة محطة كوبري الليمون (القاهرة) - الصالحية |
| إسنا                         | الإسكندرية - السد العالي أسوان - الأقصر محطة رمسيس - السد العالي |
| إيتاي البارود                | الإسكندرية - محطة رمسيس الإسكندرية - دمياط الإسكندرية - الخطاطبة الإسكندرية - المنصورة الإسكندرية - بورسعيد دمنهور - طنطا إيتاي البارود - السادات |
| عزبة بولاد                   | الإسكندرية - دمنهور |
| عزبة الحطيم                  | القاهرة - كفر الزيات |
| عزبة جودة                    | دمنهور - طنطا شربين - طنطا |
| عزبة خورشيد                  | الإسكندرية - دمنهور |
| فنارة                        | الإسماعيلية - السويس |
| فاقوس                        | أبو كبير - السماعنة محطة كوبري الليمون (القاهرة) - الصالحية الصالحية - الزقازيق |
| فرشوط                        | الإسكندرية - السد العالي محطة رمسيس - السد العالي نجع حمادي - سوهاج |
| الفتح                        | الإسكندرية - شربين دمنهور - طنطا |
| فاو قبلي                     | الأقصر - نجع حمادي |
| الفوزة                       | أسوان - الأقصر |
| فايد                         | محطة رمسيس - السويس الإسماعيلية - السويس |
| فايد الجديدة                 | الإسماعيلية - السويس |
| الفيوم                       | الفيوم - الجيزة |
| بلدية الفيوم                 | الفيوم - الجيزة |
| فزارة                        | أسيوط - المنيا |
| الفردان                      | الإسماعيلية - بورسعيد |
| فوكة                         | الإسكندرية - مرسى مطروح |
| فوة                          | البصيلي - دمنهور |
| جبل الأصفر                   | محطة كوبري الليمون (القاهرة) - المرج |
| الجباسات                     | الإسكندرية - مرسى مطروح |
| غبريال (الإسكندرية)          | أبو قير - الإسكندرية الإسكندرية - رشيد |
| الجديدة                      | بنها - الإسماعيلية |
| جلبانة                       | بئر العبد - الإسماعيلية |
| جماجمون                      | دمنهور - كفر الشيخ دمنهور - طنطا |
| الجمالية                     | المنصورة - المطرية |
| جمصة                         | دمياط - طنطا |
| جامع بدر                     | القاهرة - كفر الزيات القاهرة - طنطا |
| الجميزة                      | ميت غمر - محلة روح المحلة الكبرى - السنطة محلة روح - طنطا |
| الجناين                      | الإسماعيلية - السويس |
| جروان                        | بنها - منوف |
| جروالة                       | الإسكندرية - مرسى مطروح |
| الجزيرة                      | الأقصر - نجع حمادي |
| جبل عوبيد                    | محطة عدلي منصور - السويس |
| جبل الجفرة                   | محطة عدلي منصور - السويس |
| الجلاتمة                     | الإسكندرية - محطة رمسيس |
| جنيفة                        | محطة رمسيس - السويس الإسماعيلية - السويس |
| الجزيرة الوسطانية            | الإسكندرية - محطة رمسيس |
| الغربانيات                   | الإسكندرية - مرسى مطروح |
| غزال                         | الإسكندرية - مرسى مطروح محطة رمسيس - مرسى مطروح |
| غزل المحلة                   | دمياط - طنطا |
| جلال                         | الإسكندرية - مرسى مطروح |
| جرجا                         | الإسكندرية - السد العالي الإسكندرية - الأقصر محطة رمسيس - السد العالي الأقصر - بورسعيد نجع حمادي - سوهاج |
| الجيزة                       | 6 أكتوبر - محطة رمسيس الإسكندرية - السد العالي الإسكندرية - الأقصر أسيوط - الجيزة محطة رمسيس - السد العالي محطة رمسيس - المنيا الفيوم - الجيزة الأقصر - بورسعيد |
| حباطة                        | مرسى مطروح - السلوم |
| ههيا                         | محطة كوبري الليمون (القاهرة) - المنصورة محطة كوبري الليمون (القاهرة) - الصالحية محطة رمسيس - المنصورة الصالحية - الزقازيق |
| كفر الحلبي                   | طنطا - الزقازيق |
| الحمادية                     | أسيوط - سوهاج |
| الحميدية                     | شربين - طنطا |
| الحماد                       | البصيلي - دمنهور البصيلي - القصابي |
| الحمام                       | الإسكندرية - مرسى مطروح محطة رمسيس - مرسى مطروح |
| الحامول                      | القاهرة - طنطا |
| هرية رزنة                    | محطة كوبري الليمون (القاهرة) - المنصورة محطة رمسيس - المنصورة الصالحية - الزقازيق |
| الحوامدية                    | 6 أكتوبر - محطة رمسيس أسيوط - الجيزة محطة رمسيس - السد العالي محطة رمسيس - المنيا الفيوم - الجيزة |
| الهوارية                     | دمنهور - طنطا |
| حوين                         | دمنهور - طنطا شربين - طنطا |
| هيكل باشا                    | محطة كوبري الليمون (القاهرة) - المنصورة محطة رمسيس - المنصورة |
| الحلواصي                     | القاهرة - كفر الزيات القاهرة - طنطا |
| الحلواصي البلد               | القاهرة - كفر الزيات القاهرة - طنطا |
| السد العالي                  | الإسكندرية - السد العالي أسوان - السد العالي محطة رمسيس - السد العالي |
| الحناوي                      | شربين - طنطا |
| الحضرة                       | أبو قير - الإسكندرية الإسكندرية - دمنهور الإسكندرية - مرسى مطروح الإسكندرية - رشيد |
| الإبراهيمية                  | دمنهور - طنطا شربين - طنطا |
| أبشواي الملق                 | محطة رمسيس - كفر الشيخ محطة رمسيس - شربين دمنهور - طنطا شربين - طنطا |
| إمبابة                       | 6 أكتوبر - محطة رمسيس الإسكندرية - محطة رمسيس محطة رمسيس - المنيا |
| أنشاص الرمل                  | محطة كوبري الليمون (القاهرة) - المنصورة محطة كوبري الليمون (القاهرة) - الصالحية محطة رمسيس - المنصورة |
| الإصلاح                      | أبو قير - الإسكندرية الإسكندرية - رشيد |
| الإسماعيلية                  | الإسكندرية - بورسعيد بنها - الإسماعيلية بئر العبد - الإسماعيلية محطة رمسيس - الإسماعيلية محطة رمسيس - بورسعيد محطة رمسيس - السويس الإسماعيلية - بورسعيد الإسماعيلية - السويس الأقصر - بورسعيد |
| إسماعيل باشا صدقي            | محطة رمسيس - ميت غمر |
| اسطنها                       | بنها - منوف |
| الاتحاد (الإسكندرية)         | الإسكندرية - محطة رمسيس |
| إطسا                         | محطة رمسيس - المنيا |
| جعفر الصادق                  | أسوان - الأقصر |
| جبل السلسلة                  | أسوان - الأقصر |
| جدة                          | الخارجة - واحة باريس |
| جهينة البحرية                | محطة كوبري الليمون (القاهرة) - الصالحية الصالحية - الزقازيق |
| كفر بطا                      | بنها - منوف |
| كفر بني هلال                 | دمنهور - طنطا |
| كفر بولين                    | الإسكندرية - محطة رمسيس |
| كفر داود                     | الإسكندرية - محطة رمسيس كفر داود - السادات |
| كفر ديما                     | دمنهور - طنطا |
| كفر العرب                    | دمياط - طنطا |
| كفر البطيخ                   | دمياط - طنطا |
| كفر الدبوسي                  | دمياط - طنطا |
| كفر الدوار                   | الإسكندرية - بيلا الإسكندرية - محطة رمسيس الإسكندرية - دمنهور الإسكندرية - دمياط الإسكندرية - الخطاطبة الإسكندرية - المنصورة الإسكندرية - بورسعيد الإسكندرية - شربين |
| كفر الجرايدة                 | الإسكندرية - شربين شربين - طنطا |
| كفر الجزائر                  | دمنهور - كفر الشيخ دمنهور - طنطا |
| كفر الحاج عمر                | محطة كوبري الليمون (القاهرة) - الصالحية الصالحية - الزقازيق |
| كفر الحطبة                   | دمياط - طنطا |
| كفر الأشراف                  | طنطا - الزقازيق |
| كفر المسلمية                 | محطة كوبري الليمون (القاهرة) - المنصورة محطة رمسيس - المنصورة الصالحية - الزقازيق |
| كفر السنابسة                 | القاهرة - كفر الزيات القاهرة - طنطا |
| كفر الشيخ                    | الإسكندرية - بيلا الإسكندرية - شربين بيلا - دمنهور محطة رمسيس - كفر الشيخ محطة رمسيس - شربين دمنهور - كفر الشيخ شربين - طنطا |
| كفر الشناوي                  | شربين - طنطا |
| كفر الوزير                   | طنطا - الزقازيق |
| كفر الزيات                   | الإسكندرية - محطة رمسيس الإسكندرية - دمياط الإسكندرية - المنصورة الإسكندرية - بورسعيد القاهرة - كفر الزيات دمنهور - طنطا |
| كفر مشلة                     | القاهرة - كفر الزيات |
| كفر مساعد                    | دمنهور - طنطا |
| كفر رمادة                    | محطة كوبري الليمون (القاهرة) - المرج محطة كوبري الليمون (القاهرة) - المنصورة محطة رمسيس - المنصورة |
| كفر سعد                      | الإسكندرية - دمياط محطة رمسيس - دمياط دمياط - طنطا |
| كفر سعد البلد                | دمياط - طنطا |
| كفر صقر                      | محطة كوبري الليمون (القاهرة) - المنصورة محطة رمسيس - المنصورة |
| كفر صراوة                    | القاهرة - كفر الزيات القاهرة - طنطا |
| كفر الشيخ سليم               | القاهرة - طنطا |
| كفر شبين                     | محطة كوبري الليمون (القاهرة) - المرج محطة كوبري الليمون (القاهرة) - المنصورة محطة رمسيس - المنصورة |
| كفر الجزار                   | كفر داود - السادات |
| كفر شبرا زنجي                | بنها - منوف |
| كفر طبلوها                   | القاهرة - طنطا |
| كفر طحا                      | محطة كوبري الليمون (القاهرة) - المرج محطة كوبري الليمون (القاهرة) - المنصورة محطة رمسيس - المنصورة |
| كفر علام                     | المنصورة - المطرية |
| كفر عمار                     | أسيوط - الجيزة محطة رمسيس - المنيا الفيوم - الجيزة |
| الكاجوج                      | أسوان - الأقصر |
| الكلابية                     | أسوان - الأقصر |
| كلابشة                       | الإسكندرية - السد العالي أسوان - الأقصر محطة رمسيس - السد العالي |
| كمشوش                        | القاهرة - كفر الزيات القاهرة - طنطا |
| الكركات                      | بيلا - دمنهور شربين - طنطا |
| كسفريت                       | الإسماعيلية - السويس |
| بحيرة خانكا                  | محطة كوبري الليمون (القاهرة) - المرج |
| الخارجة                      | الخارجة - الأقصر الخارجة - واحة باريس |
| الخشاشنة                     | المنصورة - المطرية |
| الخطارة                      | أسوان - الأقصر |
| الخطاطبة                     | الإسكندرية - محطة رمسيس |
| خزام                         | الأقصر - نجع حمادي |
| منشأة الخزان                 | دمنهور - طنطا |
| الخيرية                      | البصيلي - القصابي |
| خلف الله                     | أبو كبير - السماعنة محطة كوبري الليمون (القاهرة) - الصالحية الصالحية - الزقازيق |
| الكيلو 11.5                  | العبور - محطة عدلي منصور |
| الكيلو 13                    | العبور - محطة عدلي منصور |
| الكيلو 3                     | العبور - محطة عدلي منصور |
| الكيلو 64                    | الإسماعيلية - السويس |
| الكيلو 82.825                | محطة عدلي منصور - السويس |
| كيما                         | أسوان - السد العالي |
| الكلية البحرية               | الإسكندرية - رشيد |
| كوم أبو راضي                 | الفيوم - الجيزة |
| كوم الحجنة                   | بيلا - دمنهور شربين - طنطا |
| كوم النور                    | طنطا - الزقازيق |
| الكوم الطويل                 | الإسكندرية - بيلا الإسكندرية - شربين بيلا - دمنهور محطة رمسيس - شربين شربين - طنطا |
| كوم حلين                     | بنها - الإسماعيلية |
| كوم حمادة                    | الإسكندرية - محطة رمسيس |
| كوم مازن                     | القاهرة - كفر الزيات |
| كوم أمبو                     | الإسكندرية - السد العالي أسوان - الأقصر محطة رمسيس - السد العالي |
| اللواء عبد الستار            | ميت غمر - محلة روح طنطا - الزقازيق |
| الأقصر                       | الإسكندرية - السد العالي الإسكندرية - الأقصر أسوان - الأقصر محطة رمسيس - السد العالي الخارجة - الأقصر الأقصر - نجع حمادي الأقصر - بورسعيد |
| معصرة ملوي                   | أسيوط - المنيا |
| المعدية                      | الإسكندرية - رشيد |
| المحفوظة                     | شربين - طنطا |
| محجر أبو حماد                | بنها - الإسماعيلية |
| المخادمة                     | الأقصر - نجع حمادي |
| المعلة                       | أسوان - الأقصر |
| ملاطية                       | محطة رمسيس - المنيا |
| ملوي                         | الإسكندرية - الأقصر أسيوط - الجيزة أسيوط - المنيا محطة رمسيس - السد العالي الأقصر - بورسعيد المنيا - سوهاج |
| المعمورة                     | أبو قير - الإسكندرية الإسكندرية - رشيد |
| المناشي                      | الإسكندرية - محطة رمسيس |
| المندرة                      | أبو قير - الإسكندرية الإسكندرية - رشيد |
| منفلوط                       | الإسكندرية - الأقصر أسيوط - الجيزة أسيوط - المنيا محطة رمسيس - السد العالي الأقصر - بورسعيد المنيا - سوهاج |
| منقباد                       | أسيوط - الجيزة أسيوط - المنيا محطة رمسيس - السد العالي المنيا - سوهاج |
| المنصورة                     | الإسكندرية - دمياط الإسكندرية - المنصورة محطة كوبري الليمون (القاهرة) - المنصورة محطة رمسيس - دمياط محطة رمسيس - المنصورة دمياط - طنطا المنصورة - المطرية |
| منصور باشا                   | محطة رمسيس - ميت غمر |
| المنزلة                      | المنصورة - المطرية |
| المراغة                      | الإسكندرية - السد العالي الإسكندرية - الأقصر أسيوط - سوهاج محطة رمسيس - السد العالي الأقصر - بورسعيد المنيا - سوهاج |
| المرازيق                     | محطة رمسيس - المنيا الفيوم - الجيزة |
| مريوط                        | الإسكندرية - مرسى مطروح |
| مشلة                         | القاهرة - كفر الزيات |
| المشتل                       | أسيوط - سوهاج |
| مشتول السوق                  | محطة كوبري الليمون (القاهرة) - المنصورة محطة كوبري الليمون (القاهرة) - الصالحية محطة رمسيس - المنصورة |
| مصنع الغزل                   | أسيوط - المنيا |
| المتانية                     | أسيوط - الجيزة محطة رمسيس - المنيا الفيوم - الجيزة |
| مطار برج العرب               | الإسكندرية - مرسى مطروح |
| المطرية                      | المنصورة - المطرية |
| مطاي                         | أسيوط - الجيزة محطة رمسيس - السد العالي محطة رمسيس - المنيا |
| المطيعة                      | أسيوط - سوهاج |
| الميمون                      | محطة رمسيس - المنيا |
| مزاتة                        | نجع حمادي - سوهاج |
| مزغونة                       | أسيوط - الجيزة محطة رمسيس - المنيا الفيوم - الجيزة |
| المدينة                      | الإسكندرية - بيلا الإسكندرية - شربين بيلا - دمنهور دمنهور - كفر الشيخ دمنهور - طنطا |
| مرسى مطروح                   | الإسكندرية - مرسى مطروح محطة رمسيس - مرسى مطروح مرسى مطروح - السلوم |
| منوف                         | الإسكندرية - القاهرة بنها - منوف القاهرة - كفر الزيات القاهرة - طنطا |
| المنيا                       | الإسكندرية - السد العالي الإسكندرية - الأقصر أسيوط - الجيزة أسيوط - المنيا محطة رمسيس - السد العالي محطة رمسيس - المنيا الأقصر - بورسعيد المنيا - سوهاج |
| منية البندرة                 | ميت غمر - محلة روح المحلة الكبرى - السنطة محلة روح - طنطا |
| مدينة السادات                | إيتاي البارود - السادات كفر داود - السادات السادات - بشتيل المحطة |
| منية الأشراف                 | البصيلي - دمنهور |
| منيا القمح                   | بنها - الإسماعيلية محطة رمسيس - دمياط محطة رمسيس - الإسماعيلية محطة رمسيس - المنصورة محطة رمسيس - بورسعيد محطة رمسيس - السويس الأقصر - بورسعيد |
| منية السباع                  | بنها - الإسماعيلية |
| منية شنتنا عياش              | دمياط - طنطا المحلة الكبرى - السنطة |
| ميت عاصم                     | المنصورة - المطرية |
| ميت أبو عربي                 | طنطا - الزقازيق |
| ميت عنتر                     | دمياط - طنطا |
| ميت عساس                     | دمياط - طنطا |
| ميت برة                      | محطة رمسيس - ميت غمر |
| ميت ضافر                     | المنصورة - المطرية |
| ميت الحارون                  | محطة رمسيس - ميت غمر |
| ميت الحوفين                  | محطة رمسيس - ميت غمر |
| ميت الخولي مؤمن              | المنصورة - المطرية |
| ميت الكرماء                  | دمياط - طنطا |
| ميت القائد                   | محطة رمسيس - المنيا |
| ميت القرشي                   | طنطا - الزقازيق |
| ميت الوسطى                   | بنها - منوف |
| ميت غمر                      | الإسكندرية - بورسعيد محطة رمسيس - ميت غمر ميت غمر - محلة روح طنطا - الزقازيق |
| ميت حديد                     | المنصورة - المطرية |
| ميت حلفا                     | القاهرة - كفر الزيات القاهرة - القناطر الخيرية القاهرة - طنطا محطة كوبري الليمون (القاهرة) - المنصورة محطة رمسيس - طنطا |
| ميت حبيش القبلية             | محلة روح - طنطا طنطا - الزقازيق |
| ميت خضير                     | المنصورة - المطرية |
| ميت خلف                      | دمياط - طنطا |
| ميت مرجا سلسيل               | المنصورة - المطرية |
| ميت سلسيل                    | المنصورة - المطرية |
| ميت شرف                      | المنصورة - المطرية |
| ميت يزيد                     | بنها - الإسماعيلية |
| مياح                         | الإسكندرية - رشيد |
| المنتزة                      | أبو قير - الإسكندرية الإسكندرية - رشيد |
| معسكر الجلاء                 | بنها - الإسماعيلية الإسماعيلية - السويس |
| مديرية التحرير               | الإسكندرية - محطة رمسيس |
| مغاغة                        | الإسكندرية - الأقصر أسيوط - الجيزة محطة رمسيس - السد العالي محطة رمسيس - المنيا الأقصر - بورسعيد |
| محاجر أبو زعبل               | محطة كوبري الليمون (القاهرة) - المرج |
| المحلة الكبرى                | الإسكندرية - دمياط الإسكندرية - المنصورة محطة رمسيس - دمياط محطة رمسيس - المنصورة دمياط - طنطا المحلة الكبرى - السنطة |
| محلة أبو علي القنطرة         | دمياط - طنطا |
| محلة دمنة                    | المنصورة - المطرية |
| محلة الأمير                  | البصيلي - دمنهور البصيلي - القصابي |
| محلة مالك                    | دسوق - البصيلي |
| محلة موسى                    | الإسكندرية - شربين بيلا - دمنهور محطة رمسيس - كفر الشيخ محطة رمسيس - شربين دمنهور - كفر الشيخ شربين - طنطا |
| محلة روح                     | الإسكندرية - دمياط الإسكندرية - المنصورة محطة رمسيس - دمياط محطة رمسيس - كفر الشيخ محطة رمسيس - المنصورة محطة رمسيس - شربين دمنهور - طنطا دمياط - طنطا ميت غمر - محلة روح المحلة الكبرى - السنطة محلة روح - طنطا شربين - طنطا |
| محلة سبك                     | القاهرة - كفر الزيات القاهرة - طنطا |
| محرم بك                      | الإسكندرية - مرسى مطروح محطة رمسيس - مرسى مطروح |
| المنشأة الكبرى               | ميت غمر - محلة روح طنطا - الزقازيق |
| المنشأة الصغرى               | شربين - طنطا |
| منشأة أبو رية                | الإسكندرية - محطة رمسيس |
| منشأة الكرام                 | محطة كوبري الليمون (القاهرة) - المنصورة محطة رمسيس - المنصورة |
| منشية الأمل                  | الإسكندرية - رشيد |
| منشية البدراوي               | شربين - طنطا |
| منشية البكري                 | دمياط - طنطا المحلة الكبرى - السنطة |
| منشية الجبل الأصفر           | محطة كوبري الليمون (القاهرة) - المرج |
| منشأة سلطان                  | القاهرة - كفر الزيات |
| المرابعين                    | الإسكندرية - بيلا الإسكندرية - شربين بيلا - دمنهور محطة رمسيس - شربين شربين - طنطا |
| المراشدة                     | الأقصر - نجع حمادي |
| المتراس                      | الإسكندرية - مرسى مطروح |
| مطوبس                        | البصيلي - دمنهور البصيلي - القصابي |
| المكس                        | الإسكندرية - مرسى مطروح |
| نجع أبو سعيد                 | أسوان - الأقصر |
| نجع الجسور                   | أسوان - الأقصر |
| نجع حمادي                    | الإسكندرية - السد العالي الإسكندرية - الأقصر محطة رمسيس - السد العالي الأقصر - نجع حمادي الأقصر - بورسعيد نجع حمادي - سوهاج |
| نجع سبع                      | أسيوط - المنيا |
| النجيلة                      | بئر العبد - الإسماعيلية |
| نهطاي                        | ميت غمر - محلة روح طنطا - الزقازيق |
| النخيلة                      | أسيوط - سوهاج |
| نكلا                         | الإسكندرية - محطة رمسيس |
| النقيدي                      | الإسكندرية - محطة رمسيس |
| النقرشي باشا                 | أبو قير - الإسكندرية الإسكندرية - رشيد |
| نشرت                         | الإسكندرية - بيلا الإسكندرية - شربين بيلا - دمنهور محطة رمسيس - كفر الشيخ محطة رمسيس - شربين دمنهور - كفر الشيخ شربين - طنطا |
| ناصر                         | أسيوط - الجيزة محطة رمسيس - السد العالي محطة رمسيس - المنيا |
| نصر الثورة                   | الخارجة - واحة باريس |
| نوى                          | محطة كوبري الليمون (القاهرة) - المرج محطة كوبري الليمون (القاهرة) - المنصورة محطة رمسيس - المنصورة |
| نزلة خيال                    | محطة كوبري الليمون (القاهرة) - المنصورة محطة رمسيس - المنصورة |
| نفوشة                        | بنها - الإسماعيلية الإسماعيلية - السويس |
| نفرة                         | الإسكندرية - شربين دمنهور - طنطا |
| نفيا                         | محطة رمسيس - طنطا |
| النخاس                       | طنطا - الزقازيق |
| فلسطين                       | الخارجة - واحة باريس |
| واحة باريس                   | الخارجة - الأقصر الخارجة - واحة باريس |
| الفوسفات                     | أسوان - الأقصر |
| بورسعيد                      | الإسكندرية - بورسعيد محطة رمسيس - بورسعيد الإسماعيلية - بورسعيد الأقصر - بورسعيد |
| نقطة 1                       | مرسى مطروح - السلوم |
| نقطة 12                      | مرسى مطروح - السلوم |
| نقطة 16                      | مرسى مطروح - السلوم |
| نقطة 20                      | مرسى مطروح - السلوم |
| نقطة 5                       | مرسى مطروح - السلوم |
| نقطة 8                       | مرسى مطروح - السلوم |
| قفط                          | الإسكندرية - السد العالي محطة رمسيس - السد العالي الأقصر - نجع حمادي |
| قها                          | الإسكندرية - محطة رمسيس محطة رمسيس - دمياط محطة رمسيس - كفر الشيخ محطة رمسيس - المنصورة محطة رمسيس - ميت غمر محطة رمسيس - بورسعيد محطة رمسيس - طنطا |
| القلج                        | محطة كوبري الليمون (القاهرة) - المرج |
| القلج البلد                  | محطة كوبري الليمون (القاهرة) - المرج |
| قليشان                       | الإسكندرية - محطة رمسيس |
| قلين                         | الإسكندرية - بيلا الإسكندرية - شربين بيلا - دمنهور محطة رمسيس - كفر الشيخ محطة رمسيس - شربين دمنهور - كفر الشيخ دمنهور - طنطا شربين - طنطا |
| قلين البلد                   | محطة رمسيس - كفر الشيخ محطة رمسيس - شربين دمنهور - طنطا شربين - طنطا |
| قلما                         | محطة رمسيس - ميت غمر محطة رمسيس - طنطا |
| قليوب                        | الإسكندرية - القاهرة الإسكندرية - محطة رمسيس القاهرة - كفر الزيات القاهرة - القناطر الخيرية القاهرة - طنطا محطة كوبري الليمون (القاهرة) - المرج محطة كوبري الليمون (القاهرة) - المنصورة محطة كوبري الليمون (القاهرة) - الصالحية محطة رمسيس - الإسماعيلية محطة رمسيس - المنصورة محطة رمسيس - ميت غمر محطة رمسيس - بورسعيد محطة رمسيس - طنطا                                                               |
| قليوب البلد                  | الإسكندرية - القاهرة القاهرة - كفر الزيات القاهرة - القناطر الخيرية القاهرة - طنطا |
| القناطر الخيرية القديمة      | الإسكندرية - القاهرة القاهرة - كفر الزيات القاهرة - طنطا |
| القناطر الخيرية              | القاهرة - القناطر الخيرية |
| القناوية                     | الأقصر - نجع حمادي |
| القنطرة شرق                  | بئر العبد - الإسماعيلية |
| القنطرة غرب                  | الإسكندرية - بورسعيد محطة رمسيس - بورسعيد الإسماعيلية - بورسعيد الأقصر - بورسعيد |
| القرارة                      | بنها - الإسماعيلية |
| قصر نصر الدين                | القاهرة - كفر الزيات |
| القصابي                      | البصيلي - القصابي |
| القصاصين                     | الإسكندرية - بورسعيد بنها - الإسماعيلية محطة رمسيس - الإسماعيلية محطة رمسيس - بورسعيد محطة رمسيس - السويس |
| القطا                        | الإسكندرية - محطة رمسيس |
| القطا البلد                  | الإسكندرية - محطة رمسيس |
| قوص                          | الإسكندرية - السد العالي محطة رمسيس - السد العالي الأقصر - نجع حمادي |
| قنا                          | الإسكندرية - السد العالي الإسكندرية - الأقصر محطة رمسيس - السد العالي الخارجة - الأقصر الأقصر - نجع حمادي الأقصر - بورسعيد |
| قبريط                        | البصيلي - دمنهور |
| قمه فايد                     | الإسماعيلية - السويس |
| قلوصنا                       | محطة رمسيس - المنيا |
| قمن العروس                   | محطة رمسيس - المنيا |
| القرشية                      | ميت غمر - محلة روح المحلة الكبرى - السنطة محلة روح - طنطا |
| قطور                         | محطة رمسيس - كفر الشيخ محطة رمسيس - شربين دمنهور - طنطا شربين - طنطا |
| القطروري                     | محطة رمسيس - المنيا |
| قويسنا                       | الإسكندرية - محطة رمسيس محطة رمسيس - دمياط محطة رمسيس - كفر الشيخ محطة رمسيس - المنصورة محطة رمسيس - طنطا |
| الروبيكي                     | محطة عدلي منصور - السويس |
| الرديسية                     | أسوان - الأقصر |
| رفاعة                        | نجع حمادي - سوهاج |
| الرغامة                      | أسوان - الأقصر |
| جزيرة راجح                   | أسوان - الأقصر |
| الرحمانية                    | الإسكندرية - بيلا الإسكندرية - شربين البصيلي - دمنهور بيلا - دمنهور دمنهور - كفر الشيخ دمنهور - طنطا |
| الرحمانية قبلي               | الأقصر - نجع حمادي |
| الرمل                        | أبو قير - الإسكندرية الإسكندرية - رشيد |
| رملة الأنجب                  | القاهرة - كفر الزيات القاهرة - طنطا |
| رأس العش                     | الإسماعيلية - بورسعيد |
| رأس الحكمة                   | الإسكندرية - مرسى مطروح |
| رأس الخليج                   | الإسكندرية - دمياط محطة رمسيس - دمياط دمياط - طنطا |
| الرسوة                       | الإسماعيلية - بورسعيد |
| الرقة                        | محطة رمسيس - المنيا الفيوم - الجيزة |
| رزقة أماي                    | شربين - طنطا |
| رشيد                         | الإسكندرية - رشيد |
| الروضة                       | أسيوط - الجيزة أسيوط - المنيا محطة رمسيس - السد العالي المنيا - سوهاج |
| الرضوانية                    | أسوان - الأقصر |
| رمانة                        | بئر العبد - الإسماعيلية |
| الرويسات                     | الإسكندرية - مرسى مطروح |
| السعادة                      | البصيلي - القصابي |
| السباعية                     | الإسكندرية - السد العالي أسوان - الأقصر محطة رمسيس - السد العالي |
| سبك الضحاك                   | بنها - منوف |
| صندفا                        | الإسكندرية - السد العالي الإسكندرية - الأقصر أسيوط - سوهاج محطة رمسيس - السد العالي الأقصر - بورسعيد المنيا - سوهاج |
| سعد زغلول                    | محطة رمسيس - ميت غمر |
| صفط العنب                    | الإسكندرية - محطة رمسيس |
| صفط الحنا                    | بنها - الإسماعيلية |
| صفط الحرية                   | دمنهور - طنطا |
| صفط اللبن                    | محطة رمسيس - المنيا |
| صفط تراب                     | دمياط - طنطا المحلة الكبرى - السنطة |
| سجين الكوم                   | محطة رمسيس - كفر الشيخ محطة رمسيس - شربين دمنهور - طنطا شربين - طنطا |
| الساحل قبلي                  | نجع حمادي - سوهاج |
| السعيدية                     | الإسماعيلية - السويس |
| سخا                          | الإسكندرية - بيلا الإسكندرية - شربين بيلا - دمنهور محطة رمسيس - كفر الشيخ محطة رمسيس - شربين دمنهور - كفر الشيخ شربين - طنطا |
| السليمية                     | الأقصر - نجع حمادي |
| السلام                       | أسوان - الأقصر |
| الصالحية                     | محطة كوبري الليمون (القاهرة) - الصالحية الصالحية - الزقازيق |
| السليمية بحري                | البصيلي - دمنهور |
| السلام                       | بيلا - دمنهور شربين - طنطا |
| سلامون القماش                | المنصورة - المطرية |
| السلوم                       | مرسى مطروح - السلوم |
| سلمنت                        | محطة كوبري الليمون (القاهرة) - المنصورة محطة رمسيس - المنصورة |
| سلوى--                       | أسوان - الأقصر محطة رمسيس - السد العالي |
| سمالوط                       | أسيوط - الجيزة محطة رمسيس - السد العالي محطة رمسيس - المنيا |
| السماعنة                     | أبو كبير - السماعنة |
| سمنود                        | الإسكندرية - دمياط الإسكندرية - المنصورة محطة رمسيس - دمياط محطة رمسيس - المنصورة دمياط - طنطا |
| سمهود                        | نجع حمادي - سوهاج |
| سماد أبو قير                 | الإسكندرية - رشيد |
| سماد طلخا                    | دمياط - طنطا |
| سمادون                       | القاهرة - كفر الزيات القاهرة - طنطا |
| سندنهور                      | محطة رمسيس - ميت غمر محطة رمسيس - طنطا |
| سندوب                        | محطة كوبري الليمون (القاهرة) - المنصورة محطة رمسيس - المنصورة المنصورة - المطرية |
| سنديون                       | محطة رمسيس - ميت غمر محطة رمسيس - طنطا |
| سنهور                        | الإسكندرية - بيلا الإسكندرية - شربين البصيلي - دمنهور بيلا - دمنهور دمنهور - كفر الشيخ دمنهور - طنطا |
| السنطة                       | الإسكندرية - بورسعيد ميت غمر - محلة روح المحلة الكبرى - السنطة محلة روح - طنطا طنطا - الزقازيق |
| سرس الليان                   | بنها - منوف |
| السيد سعيد                   | أسوان - الأقصر |
| سيلا                         | الفيوم - الجيزة |
| السيرابيوم                   | محطة رمسيس - السويس الإسماعيلية - السويس |
| الشبانات                     | بنها - الإسماعيلية |
| الشبات                       | الإسكندرية - بيلا الإسكندرية - شربين بيلا - دمنهور دمنهور - كفر الشيخ دمنهور - طنطا |
| شبشير الحصة                  | دمنهور - طنطا دمياط - طنطا شربين - طنطا |
| الشديدة                      | أسوان - الأقصر |
| الشغب                        | أسوان - الأقصر |
| شها                          | المنصورة - المطرية |
| الشهيد عبد المنعم رياض       | أبو كبير - السماعنة |
| السايح                       | أسيوط - سوهاج |
| شلقان                        | القاهرة - كفر الزيات القاهرة - القناطر الخيرية القاهرة - طنطا |
| الشوحلي                      | مرسى مطروح - السلوم |
| الشلوفة                      | الإسماعيلية - السويس |
| شما                          | القاهرة - كفر الزيات القاهرة - طنطا |
| شمشيرة                       | البصيلي - دمنهور |
| شنوان                        | القاهرة - طنطا |
| شندلات                       | ميت غمر - محلة روح المحلة الكبرى - السنطة محلة روح - طنطا |
| شندويل                       | أسيوط - سوهاج |
| جزيرة شندويل                 | أسيوط - سوهاج |
| الشنهورية                    | الأقصر - نجع حمادي |
| الشراينة                     | محطة رمسيس - المنيا |
| الشروانة                     | أسوان - الأقصر |
| شريف باشا                    | محطة رمسيس - المنيا |
| شرشيمة                       | محطة كوبري الليمون (القاهرة) - المنصورة محطة رمسيس - المنصورة الصالحية - الزقازيق |
| الشطب                        | أسيوط - سوهاج |
| الشطب البلد                  | أسوان - الأقصر |
| شطانوف                       | القاهرة - كفر الزيات القاهرة - طنطا |
| شطورة                        | أسيوط - سوهاج |
| الشين                        | محطة رمسيس - كفر الشيخ محطة رمسيس - شربين دمنهور - طنطا شربين - طنطا |
| شيبة النكارية                | طنطا - الزقازيق |
| الشيخ عمرو                   | الأقصر - نجع حمادي |
| الشيخ هارون                  | أسوان - السد العالي |
| الشيخ زايد                   | الإسكندرية - بورسعيد محطة رمسيس - بورسعيد الإسماعيلية - بورسعيد |
| شبين الكوم                   | الإسكندرية - القاهرة القاهرة - طنطا |
| شبين الكوم الجديدة           | الإسكندرية - القاهرة القاهرة - طنطا |
| شبين القناطر                 | محطة كوبري الليمون (القاهرة) - المرج محطة كوبري الليمون (القاهرة) - المنصورة محطة كوبري الليمون (القاهرة) - الصالحية محطة رمسيس - المنصورة |
| شبلنجة                       | بنها - الإسماعيلية محطة رمسيس - دمياط محطة رمسيس - الإسماعيلية محطة رمسيس - بورسعيد |
| شربين                        | الإسكندرية - دمياط الإسكندرية - شربين محطة رمسيس - دمياط محطة رمسيس - شربين دمياط - طنطا شربين - طنطا |
| شنراق                        | دمياط - طنطا |
| شبرا بخوم                    | محطة رمسيس - ميت غمر |
| شبرا الخيمة                  | الإسكندرية - القاهرة الإسكندرية - محطة رمسيس القاهرة - كفر الزيات القاهرة - القناطر الخيرية القاهرة - طنطا محطة كوبري الليمون (القاهرة) - المرج محطة كوبري الليمون (القاهرة) - المنصورة محطة كوبري الليمون (القاهرة) - الصالحية محطة رمسيس - دمياط محطة رمسيس - الإسماعيلية محطة رمسيس - كفر الشيخ محطة رمسيس - المنصورة محطة رمسيس - ميت غمر محطة رمسيس - بورسعيد محطة رمسيس - السويس محطة رمسيس - طنطا |
| شبرا النملة                  | دمنهور - طنطا |
| شبرا قبالة                   | محطة كوبري الليمون (القاهرة) - المنصورة محطة رمسيس - المنصورة |
| شبراقاص                      | محلة روح - طنطا طنطا - الزقازيق |
| الشهداء                      | القاهرة - كفر الزيات |
| الشروق                       | محطة عدلي منصور - السويس |
| سيدي عبد الرحمن              | الإسكندرية - مرسى مطروح محطة رمسيس - مرسى مطروح |
| سيدي بشر                     | أبو قير - الإسكندرية الإسكندرية - رشيد |
| سيدي جابر                    | أبو قير - الإسكندرية الإسكندرية - بيلا الإسكندرية - القاهرة الإسكندرية - محطة رمسيس الإسكندرية - دمنهور الإسكندرية - دمياط الإسكندرية - السد العالي الإسكندرية - الخطاطبة الإسكندرية - الأقصر الإسكندرية - المنصورة الإسكندرية - مرسى مطروح الإسكندرية - بورسعيد الإسكندرية - رشيد الإسكندرية - شربين |
| سيدي غازي                    | الإسكندرية - بيلا الإسكندرية - شربين بيلا - دمنهور محطة رمسيس - شربين شربين - طنطا |
| سيدي حنيش                    | الإسكندرية - مرسى مطروح |
| سيدي مرغب                    | الإسكندرية - مرسى مطروح |
| سيدي معروف                   | البصيلي - دمنهور |
| سيدي شبيب                    | الإسكندرية - مرسى مطروح |
| سملا                         | الإسكندرية - مرسى مطروح مرسى مطروح - السلوم |
| السملاوية                    | ميت غمر - محلة روح طنطا - الزقازيق |
| سوهاج                        | الإسكندرية - السد العالي الإسكندرية - الأقصر أسيوط - سوهاج محطة رمسيس - السد العالي الأقصر - بورسعيد المنيا - سوهاج نجع حمادي - سوهاج |
| السويس                       | محطة عدلي منصور - السويس محطة رمسيس - السويس الإسماعيلية - السويس |
| السوق (باكوس)                | أبو قير - الإسكندرية الإسكندرية - رشيد |
| الطابية                      | الإسكندرية - رشيد |
| الطرح                        | الإسكندرية - رشيد |
| العجرود                      | محطة عدلي منصور - السويس |
| تفهنا العزب                  | محطة رمسيس - ميت غمر |
| تفهنا الأشراف                | الإسكندرية - بورسعيد طنطا - الزقازيق |
| التفرع                       | الإسكندرية - مرسى مطروح |
| التفتيش                      | مرسى مطروح - السلوم |
| طحا لبيشة                    | محطة رمسيس - المنيا |
| طحانوب                       | محطة كوبري الليمون (القاهرة) - المرج محطة كوبري الليمون (القاهرة) - المنصورة محطة رمسيس - المنصورة |
| طهطا                         | الإسكندرية - السد العالي الإسكندرية - الأقصر أسيوط - سوهاج محطة رمسيس - السد العالي الأقصر - بورسعيد المنيا - سوهاج |
| طابية العجرود                | السويس - محطة عدلي منصور |
| تلا                          | الإسكندرية - القاهرة القاهرة - طنطا |
| طلخا                         | الإسكندرية - دمياط الإسكندرية - المنصورة محطة رمسيس - دمياط محطة رمسيس - المنصورة دمياط - طنطا |
| طما                          | الإسكندرية - السد العالي الإسكندرية - الأقصر أسيوط - سوهاج محطة رمسيس - السد العالي الأقصر - بورسعيد المنيا - سوهاج |
| طنبدي                        | القاهرة - طنطا |
| طنسا                         | محطة رمسيس - المنيا |
| طنطا                         | الإسكندرية - القاهرة الإسكندرية - محطة رمسيس الإسكندرية - دمياط الإسكندرية - السد العالي الإسكندرية - الأقصر الإسكندرية - المنصورة الإسكندرية - بورسعيد القاهرة - طنطا محطة رمسيس - دمياط محطة رمسيس - كفر الشيخ محطة رمسيس - المنصورة محطة رمسيس - مرسى مطروح محطة رمسيس - شربين محطة رمسيس - طنطا دمنهور - طنطا دمياط - طنطا محلة روح - طنطا شربين - طنطا طنطا - الزقازيق                              |
| طنوب                         | القاهرة - كفر الزيات |
| تقاطع إدفينا                 | البصيلي - دمنهور البصيلي - القصابي |
| الطرفاية                     | محطة رمسيس - المنيا |
| الطيرية                      | الإسكندرية - محطة رمسيس |
| الطيرية البلد                | الإسكندرية - محطة رمسيس |
| تزمنت                        | محطة رمسيس - المنيا |
| تل العمارنة                  | أسيوط - المنيا |
| تل العيسى                    | الإسكندرية - مرسى مطروح |
| التل الكبير                  | الإسكندرية - بورسعيد بنها - الإسماعيلية محطة رمسيس - الإسماعيلية محطة رمسيس - بورسعيد محطة رمسيس - السويس |
| تل روزن                      | محطة كوبري الليمون (القاهرة) - المنصورة محطة رمسيس - المنصورة |
| التوفيقية                    | الإسكندرية - محطة رمسيس دمنهور - طنطا |
| التوفيقية                    | دمياط - طنطا |
| طوخ                          | الإسكندرية - محطة رمسيس محطة رمسيس - الإسماعيلية محطة رمسيس - كفر الشيخ محطة رمسيس - المنصورة محطة رمسيس - ميت غمر محطة رمسيس - بورسعيد محطة رمسيس - طنطا |
| طوخ طنبشا                    | محطة رمسيس - طنطا |
| طموه                         | محطة رمسيس - المنيا |
| الطوناب                      | أسوان - الأقصر |
| الطرانة                      | الإسكندرية - محطة رمسيس |
| طرانيس العرب                 | محطة كوبري الليمون (القاهرة) - المنصورة محطة رمسيس - المنصورة |
| أم دينار                     | دمنهور - طنطا |
| أم الزين                     | طنطا - الزقازيق |
| أم خنان                      | محطة رمسيس - المنيا |
| وادي السيل                   | محطة عدلي منصور - السويس |
| واقد                         | الإسكندرية - محطة رمسيس |
| وردان                        | الإسكندرية - محطة رمسيس |
| ورورة                        | محطة رمسيس - ميت غمر |
| الوسطى                       | الإسكندرية - الأقصر أسيوط - الجيزة محطة رمسيس - السد العالي محطة رمسيس - المنيا الفيوم - الجيزة الأقصر - بورسعيد |
| الياسينية                    | الأقصر - نجع حمادي |
| الزراعة                      | أبو قير - الإسكندرية الإسكندرية - رشيد |
| الزنكلون                     | بنها - الإسماعيلية محطة رمسيس - الإسماعيلية |
| الزقازيق                     | الإسكندرية - بورسعيد بنها - الإسماعيلية محطة كوبري الليمون (القاهرة) - المنصورة محطة كوبري الليمون (القاهرة) - الصالحية محطة رمسيس - دمياط محطة رمسيس - الإسماعيلية محطة رمسيس - المنصورة محطة رمسيس - بورسعيد محطة رمسيس - السويس الأقصر - بورسعيد الصالحية - الزقازيق طنطا - الزقازيق |
| الزراعة                      | الإسكندرية - رشيد |
| ذات الكوم                    | الإسكندرية - محطة رمسيس |
| زاوية البقلي                 | القاهرة - كفر الزيات |
| الزيتون قبلي                 | محطة رمسيس - المنيا |
| زفتى                         | الإسكندرية - بورسعيد محطة رمسيس - ميت غمر ميت غمر - محلة روح طنطا - الزقازيق |